# 琴塔河

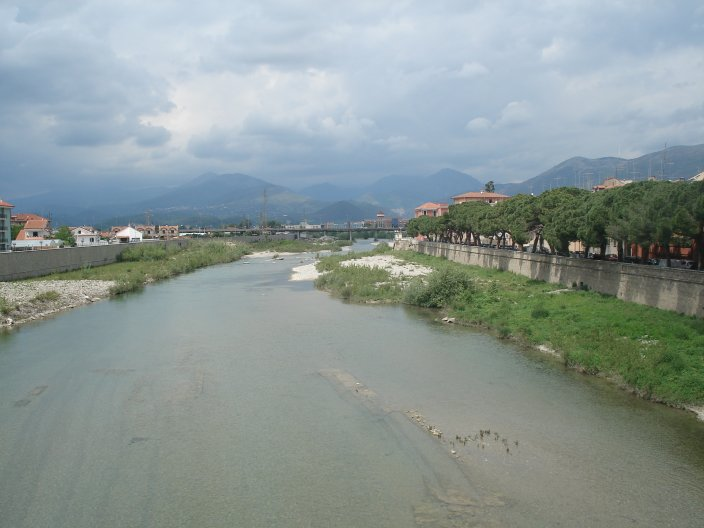

琴塔河是意大利的河流，位於該國北部利古里亞大區，河道全長3公里，流域面積420平方公里，平均流量每秒3立方米，發源自阿爾本加，最終注入利古里亞海。